# Gustavo Cerati
Gustavo Adrián Cerati (Buenos Aires, 11 agosto 1959 – Buenos Aires, 4 settembre 2014) è stato un musicista argentino. Dal 1982 al 1997 ha fatto parte del gruppo rock argentino Soda Stereo insieme a Charly Alberti e Zeta Bosio per poi proseguire la carriera come solista. Era conosciuto per la sua abilità negli assolo di chitarra.

## Biografia
Nasce a Buenos Aires nel 1959. Studia chitarra fin da bambino e a dieci anni forma un trio con cui suona alle feste. Viene influenzato musicalmente dai King Crimson, dai Beatles, dai Pink Floyd, da David Bowie, dai Led Zeppelin e dai Deep Purple. Nel 1979 conosce Héctor "Zeta" Bosio e nel 1982 Charly Alberti, con cui costituisce il gruppo dei Soda Stereo. Ha collaborato con Gabriel Guerrisi, Shakira e nomi celebri del rock internazionale come Andy Summers e Roger Waters.
Nel 2004 riceve una nomination ai Grammy Awards come miglior album di rock latino/alternativo per Siempre es Hoy.
Cerati è stato sposato per dieci anni (dal 1992 al 2002) con la modella cilena Cecilia Amenábar, dalla quale ha avuto due figli, Lisa e Benito. Dopo il divorzio si è fidanzato con la modella Déborah de Corral (ex fidanzata di Charly Alberti), apparsa anche come cantante nell'album Siempre Es Hoy. L'ultima sua fidanzata è stata la modella argentina Chloe Bello.

### Morte
Il 15 maggio 2010 Cerati è stato colpito da ictus durante un concerto a Caracas. Cerati è poi entrato in coma, dal quale non si è mai ripreso.
Il 14 novembre 2010 Gustavo Cerati ha vinto un Latin Grammy Award per l'album Fuerza Natural (miglior album rock e miglior disegno della copertina) e per la canzone Déjà Vu (migliore canzone rock).
Cerati è morto il 4 settembre 2014, all'età di 55 anni, in conseguenza di un arresto respiratorio.

## Discografia

### Da solista
- 1993 – Amor amarillo
- 1999 – Bocanada
- 2001 – 11 Episodios sinfónicos
- 2001 – +Bien
- 2002 – Siempre es hoy (2002)
- 2006 – Ahí vamos
- 2009 – Fuerza natural

### Con iSoda Stereo
- 1984 – Soda Stereo
- 1985 – Nada personal
- 1986 – Signos
- 1988 – Doble vida
- 1990 – Canción animal
- 1992 – Dynamo
- 1995 – Sueño stereo